# Flow la Discoteka 2
Flow la Discoteka 2 é uma coletânea musical produzida por DJ Nelson, e lançada em 6 de março de 2007.

## Faixas
| #   | Título                                                 | Duração |
| --- | ------------------------------------------------------ | ------- |
| 1.  | "Intro - Bienvenido a Mi Discoteka" Artista: DJ Nelson | 1:01    |
| 2.  | "Chica Virtual" Artista: Arcángel                      | 4:24    |
| 3.  | "Pasarela" Artista: Dalmata                            | 3:47    |
| 4.  | "¿Qué Pasará?" Artista: Zion                           | 4:43    |
| 5.  | "Mal de Amores" Artista: Ñejo                          | 3:42    |
| 6.  | "La Soledad" Artista: Jowell & Randy                   | 4:42    |
| 7.  | "Dale Mami Dámelo" Artista: Voltio                     | 3:54    |
| 8.  | "Anoche" Artista: Huey Dunbar & De La Ghetto           | 3:47    |
| 9.  | "Bambula" Artista: Abrante & Tego Calderón             | 3:19    |
| 10. | "¿Mami Qué Tú Necesitas?" Artista: Andy Boy            | 2:54    |
| 11. | "Love, Sex and Disco" Artista: AJ                      | 3:49    |
| 12. | "Peligrosa" Artista: Ñejo & Dalmata                    | 3:33    |
| 13. | "Mami Get Low" Artista: Chillin                        | 2:55    |
| 14. | "Club Banga" Artista: Gringo "El Independiente"        | 3:27    |
| 15. | "Dime Si Tú Quieres Más" Artista: Guelo Star           | 3:05    |
| 16. | "Guayándote" Artista: Las Guanábanas & Noriega         | 3:27    |
| 17. | "Me Enamoré de Mi Prima" Artista: Eliot                | 3:33    |
| 18. | "Algo de Ti Me Llama" Artista: O'Neil                  | 3:40    |
| 19. | "Muévela Muévela" Artista: Andy Boy                    | 3:09    |
| 20. | "Depende" Artista: Jo                                  | 3:03    |
| 21. | "¿Cómo Estás? (Remix)" Artista: Ñejo & Huey Dunbar     | 3:42    |
| 22. | "Gracias Mama" Artista: El Niño                        | 3:02    |

## Desempenho nas paradas
| Parada (2007)                      | Melhor posição |
| ---------------------------------- | -------------- |
| U.S. Billboard Latin Rhythm Albums | 6              |
| U.S. Billboard Top Heatseekers     | 20             |
| U.S. Billboard Top Latin Albums    | 28             |